# 푸아송 다양체
미분기하학에서 푸아송 다양체(Poisson多樣體, 영어: Poisson manifold)는 푸아송 괄호를 정의할 수 있는 심플렉틱 다양체의 일반화이다. 심플렉틱 다양체와 달리 괄호가 일부 점에서 퇴화할 수 있다.

## 정의
푸아송 다양체의 개념은 여러 가지로 정의될 수 있지만, 이 정의들은 모두 서로 동치이다.

### 푸아송 괄호를 통한 정의
체 {\displaystyle K} 위의 가환 결합 대수 {\displaystyle A} 위의 푸아송 괄호(Poisson括弧, 영어: Poisson bracket)는 다음 조건을 만족시키는 {\displaystyle K}-리 대수 구조이다.
- 임의의 {\displaystyle a\in A}에 대하여, {\displaystyle (A,\{a,-\})}는 {\displaystyle K}-미분 대수이다. 즉, 다음 곱 규칙이 성립한다.
{\displaystyle \{a,bc\}=\{a,b\}c+b\{a,c\}\qquad \forall a,b,c\in A}

푸아송 다양체는 다음과 같은 데이터로 주어진다.
- 매끄러운 다양체 {\displaystyle M}
- 실수 가환 결합 대수 {\displaystyle {\mathcal {C}}^{\infty }(M;\mathbb {R} )} 위의 푸아송 괄호 {\displaystyle \{,\}}

푸아송 다양체 {\displaystyle (M,\{,\})} 위에서, 임의의 {\displaystyle f\in {\mathcal {C}}^{\infty }(M;\mathbb {R} )}에 대하여 {\displaystyle \{f,-\}}는 {\displaystyle M} 위의 벡터장을 이루며, 이러한 꼴의 벡터장을 해밀턴 벡터장이라고 한다. {\displaystyle X=\{f,-\}}라면 {\displaystyle f}를 {\displaystyle X}의 해밀토니언(영어: Hamiltonian)이라고 한다.
리 대수 {\displaystyle {\mathcal {C}}^{\infty }(M;\mathbb {R} )}의 중심의 원소, 즉 모든 함수와의 푸아송 괄호가 0인 함수를 카시미르 함수라고 한다. (이는 0차 푸아송 코호몰로지에 해당한다.)

### 텐서장을 통한 정의
매끄러운 다양체 {\displaystyle M} 위의 푸아송 텐서장(Poisson tensor場, 영어: Poisson tensor field) {\displaystyle \pi }는 다음 조건을 만족시키는 (2,0)차 텐서장이다.
- (반대칭성) {\displaystyle \pi ^{ij}=\pi ^{ji}}
- (멱영성) {\displaystyle [\pi ,\pi ]=0}. 여기서 {\displaystyle [-,-]}는 스하우턴-네이엔하위스 괄호이다.

구체적으로, 이 경우 푸아송 괄호는
{\displaystyle \{f,g\}=\pi (\mathrm {d} f,\mathrm {d} g)\qquad \forall f,g\in {\mathcal {C}}^{\infty }(M;\mathbb {R} )}
의 꼴로 주어진다.
여기서, 스하우턴-네이엔하위스 괄호가 0이 되는 것은 야코비 항등식에 해당하며, 구체적으로 다음과 같다.
{\displaystyle \pi ^{[i|l}\partial _{l}\pi ^{|jk]}=0}
여기서 {\displaystyle [...]}는 지표 {\displaystyle i,j,k}의 완전 반대칭화를 뜻한다. 즉,
{\displaystyle \pi ^{il}\partial _{l}\pi ^{jk}+\pi ^{jl}\partial _{l}\pi ^{ki}+\pi ^{kl}\partial _{l}\pi ^{ij}=0}
이다.

### 리 준대수를 통한 정의
푸아송 다양체는 다음과 같은 데이터로 주어진다.
- 매끄러운 다양체 {\displaystyle M}
- {\displaystyle \mathrm {T} ^{*}M} 위의 리 준대수 구조 {\displaystyle \sharp \colon \mathrm {T} ^{*}M\to \mathrm {T} M}. 이 경우, 리 괄호는 다음과 같다.
{\displaystyle [\alpha ,\beta ]={\mathcal {L}}_{\sharp \alpha }\beta -{\mathcal {L}}_{\sharp \beta }\alpha -\mathrm {d} \langle \sharp \alpha ,\beta \rangle \in \Omega ^{1}(M)\qquad \forall \alpha ,\beta \in \Omega ^{1}(M)}

여기서 {\displaystyle {\mathcal {L}}}은 1차 미분 형식의 리 미분이다.
이 정의에서의 {\displaystyle \sharp }는 음악 동형을 통해 푸아송 텐서장 {\displaystyle \pi }와 같은 데이터를 정의한다.
{\displaystyle \sharp \colon \mathrm {T} ^{*}M\to \mathrm {T} M}
{\displaystyle \sharp \colon \alpha \mapsto \pi (\alpha ,-)}
이는 리만 다양체나 심플렉틱 다양체의 음악 동형과 유사하지만, 한 방향으로만 가며, 일반적으로 벡터 다발의 동형 사상이 아니다. (즉, {\displaystyle \flat \colon \mathrm {T} M\to \mathrm {T} ^{*}M} 사상이 표준적으로 존재하지 않는다.)

### 푸아송 사상
두 푸아송 다양체 {\displaystyle (M,\{,\}_{M})}, {\displaystyle (N,\{,\}_{N})} 사이의 푸아송 사상(Poisson寫像, 영어: Poisson map) {\displaystyle \phi \colon M\to N}은 매끄러운 함수 가운데, 다음 조건을 만족시키는 것이다.
{\displaystyle \{f,g\}_{N}\circ \phi =\{f\circ \phi ,g\circ \phi \}_{M}\qquad \forall f,g\in {\mathcal {C}}^{\infty }(N,\mathbb {R} )}
푸아송 텐서장으로는
{\displaystyle \pi _{N}\circ \phi =\phi _{*}\pi _{M}\in \Gamma ^{\infty }\left(\bigwedge ^{2}\phi ^{*}\mathrm {T} N\right)}
이어야 한다. 여기서 {\displaystyle \phi _{*}}는 (2,0)차 텐서장의 밂이다.
푸아송 다양체와 푸아송 사상의 범주를 {\displaystyle \operatorname {PoissDiff} }라고 표기하자.
푸아송 사상 가운데 미분 동형 사상을 이루는 것을 푸아송 미분 동형 사상(Poisson微分同形寫像, 영어: Poisson diffeomorphism, ichthyomorphism)이라고 한다. 이는 {\displaystyle \operatorname {PoissDiff} }의 동형 사상이다.

## 성질
푸아송 다양체 {\displaystyle M}의 부분 다양체 (즉, 매끄러운 단사 몰입) {\displaystyle \iota \colon C\hookrightarrow M}에 대하여, 다음 조건들이 서로 동치이며, 이를 만족시키는 부분 다양체를 푸아송 부분 다양체(영어: Poisson submanifold)라고 한다.
- {\displaystyle \iota }를 푸아송 사상으로 만드는 {\displaystyle C} 위의 푸아송 구조가 하나 이상 존재한다.
- {\displaystyle \iota }를 푸아송 사상으로 만드는 {\displaystyle C} 위의 푸아송 구조가 유일하게 존재한다.
- 임의의 {\displaystyle f,g\in {\mathcal {C}}^{\infty }(M,\mathbb {R} )}에 대하여, 만약 {\displaystyle f\upharpoonright C=0}이라면, {\displaystyle \{f,g\}\upharpoonright C=0}이다. (즉, {\displaystyle \{f\in {\mathcal {C}}^{\infty }(M,\mathbb {R} )\colon f\upharpoonright C=0\}}는 {\displaystyle {\mathcal {C}}^{\infty }(M,\mathbb {R} )}의 리 대수 아이디얼을 이룬다.)

푸아송 다양체 {\displaystyle M}의 모든 열린집합은 푸아송 다양체이다. 푸아송 다양체의 닫힌집합이 푸아송 다양체가 될 필요 충분 조건은 심플렉틱 잎들의 합집합인 것이다.
심플렉틱 다양체의 푸아송 부분 다양체는 열린집합 밖에 없다.

### 공등방성 부분 다양체
매끄러운 다양체 {\displaystyle M}의 부분 다양체 {\displaystyle C\hookrightarrow M}가 주어졌다고 하자. 그렇다면, {\displaystyle C}의 쌍대 법다발(영어: conormal bundle)은 다음과 같다.
{\displaystyle \mathrm {N} ^{*}C=\{\alpha \in \mathrm {T} ^{*}M\colon \langle \alpha ,v\rangle =0\;\forall v\in \mathrm {T} C\}\subseteq \mathrm {T} ^{*}M}
이제, {\displaystyle (M,\pi )}이 푸아송 다양체의 구조를 지녔다고 하자. 그렇다면, 부분 다양체에 대하여 다음 조건들이 서로 동치이며, 이를 만족시키는 부분 다양체를 공등방성 부분 다양체(共等方性部分多樣體, 영어: coisotropic submanifold)라고 한다.
- {\displaystyle \sharp (\mathrm {N} ^{*}C)\subseteq \mathrm {T} C}
- 임의의 {\displaystyle f,g\in {\mathcal {C}}^{\infty }(M,\mathbb {R} )}에 대하여, 만약 {\displaystyle f\upharpoonright C=g\upharpoonright C=0}이라면, {\displaystyle \{f,g\}\upharpoonright C=0}이다. (다시 말해서, {\displaystyle \{f\in {\mathcal {C}}^{\infty }(M,\mathbb {R} )\colon f\upharpoonright C=0\}}는 {\displaystyle {\mathcal {C}}^{\infty }(M,\mathbb {R} )\}}의 부분 리 대수이다.)

정의에 따라서 (즉, 모든 리 대수 아이디얼이 부분 리 대수이므로), 모든 푸아송 부분 다양체는 공등방성 부분 다양체이지만, 그 역은 일반적으로 거짓이다.

### 푸아송 사상
세 푸아송 다양체 {\displaystyle M}, {\displaystyle N}, {\displaystyle P} 사이의 매끄러운 함수 {\displaystyle f\colon M\to N}, {\displaystyle g\colon N\to P}가 주어졌다고 하자.
- 만약 {\displaystyle f}와 {\displaystyle g}가 푸아송 사상이라면 {\displaystyle g\circ f} 또한 푸아송 사상이다.
- 만약 {\displaystyle f}가 전사 함수인 푸아송 사상이며 {\displaystyle g\circ f}도 푸아송 사상이라면, {\displaystyle g} 역시 푸아송 사상이다.

특히, 미분 동형인 푸아송 사상의 역함수는 푸아송 사상이다.
유한 차원 실수 리 대수 사이의 리 대수 준동형 {\displaystyle \phi \colon {\mathfrak {g}}\to {\mathfrak {h}}}이 주어졌을 때,
{\displaystyle \phi ^{\vee }\colon {\mathfrak {h}}^{\vee }\to {\mathfrak {g}}^{\vee }}
는 푸아송 사상이다. 여기서 {\displaystyle (-)^{\vee }}는 쌍대 공간이며, 리 대수의 쌍대 공간은 선형 푸아송 다양체로 간주한다.

## 연산

### 곱공간
임의의 두 푸아송 다양체 {\displaystyle (M,\pi _{M})}, {\displaystyle (N,\pi _{N})}에 대하여, 곱공간 {\displaystyle M\times N} 위에 다음과 같은 푸아송 구조를 줄 수 있다.
{\displaystyle \pi ((u,v),(u',v))=\pi _{M}(u,u')+\pi _{N}(v,v')\qquad \forall (x,y)\in M\times N,\;(u,v),(u',v')\in \mathrm {T} _{(x,y)}M\times N=\mathrm {T} _{x}M\oplus \mathrm {T} _{y}N}
이는 푸아송 다양체의 범주의 곱이다. 특히, 사영 사상
{\displaystyle \operatorname {proj} _{1}\colon M\times N\to M}
{\displaystyle \operatorname {proj} _{2}\colon M\times N\to N}
역시 푸아송 사상을 이룬다.

### 분리합집합
임의의 푸아송 다양체들의 집합 {\displaystyle (M_{i})_{i\in I}}에 대하여, 분리합집합 {\displaystyle \textstyle \bigsqcup _{i\in I}} 위에는 표준직언 푸아송 구조가 존재한다. 이는 푸아송 다양체의 범주의 쌍대곱이다.

### 시작 대상과 끝 대상
푸아송 다양체의 범주의 시작 대상은 공집합 {\displaystyle \varnothing }이며, 푸아송 다양체의 범주의 끝 대상은 한원소 공간 {\displaystyle \{\bullet \}}이다. 즉, 임의의 푸아송 다양체 {\displaystyle M}에 대하여 유일한 두 함수
{\displaystyle \varnothing \to M}
{\displaystyle M\to \{\bullet \}}
는 각각 푸아송 사상을 이룬다.

### 망각 함자
푸아송 다양체와 푸아송 사상의 범주는 매끄러운 다양체와 매끄러운 함수의 범주로 가는 망각 함자를 갖는다.
{\displaystyle \operatorname {PoissDiff} \to \operatorname {Diff} }
반대로, 매끄러운 다양체에 값이 0인 상수 함수 푸아송 괄호를 부여하는 다음과 같은 포함 함자 역시 존재한다.
{\displaystyle \operatorname {Diff} \hookrightarrow \operatorname {PoissDiff} }
{\displaystyle M\mapsto (M,0)}
그러나 이는 망각 함자와 수반 함자 관계를 갖지 않는다.
모든 심플렉틱 다양체는 푸아송 다양체로 간주될 수 있지만, 심플렉틱 다양체와 심플렉틱 사상의 범주 {\displaystyle \operatorname {SympDiff} }에서 푸아송 다양체의 범주로 가는 망각 함자는 존재하지 않는다. 예를 들어, 두 유클리드 공간 {\displaystyle \mathbb {R} ^{2}}, {\displaystyle \mathbb {R} ^{4}}에 표준적인 심플렉틱 형식을 부여했을 때, 심플렉틱 사상 {\displaystyle \mathbb {R} ^{2}\to \mathbb {R} ^{4}}은 무한히 많이 존재하지만, 푸아송 사상 {\displaystyle \mathbb {R} ^{2}\to \mathbb {R} ^{4}}는 존재하지 않는다. 이는 심플렉틱 사상은 (0,2)차 텐서의 당김으로 정의되지만, 푸아송 사상은 (2,0)차 텐서의 밂으로 정의되기 때문이다.

## 분류

### 심플렉틱 다양체의 침몰로의 표현
푸아송 다양체 {\displaystyle M}의 심플렉틱 실현(symplectic實現, 영어: symplectic realization)은 다음과 같은 데이터로 구성된다.
- 심플렉틱 다양체 {\displaystyle N}
- 전사 함수이자 침몰인 푸아송 사상 {\displaystyle \phi \colon N\to M}

모든 푸아송 다양체는 하나 이상의 심플렉틱 실현을 갖는다.

### 심플렉틱 잎
푸아송 다양체 {\displaystyle M} 위에 다음과 같은 동치 관계를 정의하자. 만약 두 점 {\displaystyle x}, {\displaystyle y} 사이에 다음 조건을 만족시키는 조각별 매끄러운 곡선 {\displaystyle \gamma \colon [a_{0},a_{N}]\to M}이 존재한다면, {\displaystyle x\sim y}라고 하자.
- {\displaystyle \gamma (a_{0})=x}
- {\displaystyle \gamma (a_{N})=y}
- {\displaystyle \gamma }의 각 매끄러운 조각은 해밀턴 벡터장의 궤적이다. 즉, 각 매끄러운 조각 {\displaystyle \gamma _{i}\colon [a_{i},a_{i+1}]\to M}에 대하여, {\displaystyle {\dot {\gamma }}_{i}(t)=\{h_{i}(\gamma _{i}(t)),-\}\in \mathrm {T} _{\gamma _{i}(t)}M}이 되는 매끄러운 함수 {\displaystyle h_{i}\colon M\to \mathbb {R} }가 존재한다.

그렇다면, 다음이 성립한다.:528, Proposition 1.3
- {\displaystyle \sim }은 동치 관계를 이룬다.
- {\displaystyle \sim }의 각 동치류는 {\displaystyle M}의 부분 매끄러운 다양체를 이루며, 이는 연결 공간이다.
- 푸아송 구조 {\displaystyle \pi }를 {\displaystyle \sim }의 동치류 {\displaystyle \iota _{i}\colon M_{i}\hookrightarrow M}에 제한하여 얻어지는 푸아송 다양체는 사실 심플렉틱 다양체를 이룬다. 이를 {\displaystyle M}의 심플렉틱 잎(영어: symplectic leaf)이라고 한다.
- 심플렉틱 잎 {\displaystyle M_{i}}의 임의의 점 {\displaystyle x\in M_{i}}에 대하여, {\displaystyle \operatorname {rank} \pi |_{x}=\dim M_{i}}이다. 특히, {\displaystyle \operatorname {rank} \pi }는 각 심플렉틱 잎 위에서 상수 함수이다.

다시 말해, 푸아송 다양체를 서로 다른 차원일 수 있는 심플렉틱 다양체들을 짜깁기하여 얻는 공간으로 여길 수 있다. 심플렉틱 잎의 포함 사상은 항상 푸아송 사상이다.

### 국소 구조
{\displaystyle n}차원 푸아송 다양체 {\displaystyle M}의 임의의 점 {\displaystyle x_{0}\in M}이 주어졌을 때, {\displaystyle x}의 충분히 작은 근방에 다음과 같은 국소 좌표계
{\displaystyle (q_{1},q_{2},\dotsc ,q_{r},p_{1},p_{2},\dotsc ,p_{r},c_{1},\dotsc ,c_{n-2r})}
를 항상 찾을 수 있다.:Theorem 2.1
{\displaystyle \{q_{i},q_{j}\}=\{p_{i},p_{j}\}=\{q_{i},c_{k}\}=\{p_{i},c_{k}\}=0}
{\displaystyle \{q_{i},p_{j}\}=\delta _{ij}}
{\displaystyle \{c_{k},c_{l}\}(x_{0})=0}
즉, 이는 국소적으로 어떤 {\displaystyle 2r}차원 심플렉틱 다양체 {\displaystyle S}와 푸아송 다양체 {\displaystyle N}의 곱공간으로 표현되며, 이 경우 {\displaystyle N}의 푸아송 구조는 {\displaystyle x_{0}}(의 상)에서 계수가 0이다. 또한, 이러한 {\displaystyle (S,N)}은 국소 동형 아래 유일하다. (물론, 심플렉틱 다양체인 {\displaystyle S}는 다르부 정리에 의하여 국소적으로 자명하다.) (다만 이러한 부분 다양체 {\displaystyle N}는 표준적으로 주어지지 않는다.) 즉, 푸아송 다양체의 국소적 구조의 연구는 국소 계수 0의 푸아송 다양체의 연구로 귀결된다.
푸아송 다양체 {\displaystyle N}의 점 {\displaystyle x_{0}\in N}에서, 푸아송 구조의 계수가 0이라고 하자. 그렇다면, 리 대수
{\displaystyle {\mathcal {C}}^{\infty }(N;\mathbb {R} )}
의 부분 리 대수
{\displaystyle {\mathcal {C}}_{0,x_{0}}^{\infty }(N;\mathbb {R} )=\{f\in {\mathcal {C}}^{\infty }(N;\mathbb {R} )\colon f(x_{0})=0\}}
의 다음과 같은 리 대수 아이디얼을 생각할 수 있다.
{\displaystyle {\mathfrak {m}}=\{f\in {\mathcal {C}}_{0,x_{0}}^{\infty }(N;\mathbb {R} )\colon \partial _{i}\partial _{j}f(x_{0})=0\}}
이에 따라, 공변접공간
{\displaystyle \mathrm {T} _{x_{0}}^{*}N={\frac {{\mathcal {C}}_{0,x_{0}}^{\infty }(N;\mathbb {R} )}{\mathfrak {m}}}}
위에 리 대수 구조가 주어진다. 이에 따라, 접공간 {\displaystyle \mathrm {T} _{x_{0}}N} 위에는 자연스럽게 리-푸아송 구조가 존재한다. 이를 {\displaystyle N}의 {\displaystyle x_{0}\in N}에서의 선형 근사(線型近似, 영어: linear approximation)라고 한다.:535–536, §4 이는 대략 {\displaystyle x_{0}} 근처에서, 푸아송 괄호의 2차 이상 항들을 버린 것으로 여길 수 있다.

## 예

### 자명한 푸아송 다양체
임의의 매끄러운 다양체 {\displaystyle M} 위의 매끄러운 함수 공간에 아벨 리 대수의 구조를 주면 ({\displaystyle \{f,g\}=0}), 이는 푸아송 구조를 이룬다. 이는 자명한 푸아송 텐서장 {\displaystyle \pi =0}에 해당한다. 리 준대수로서, 이는 아벨 리 준대수(즉, 리 괄호가 모두 0인 것)에 해당한다.
이 경우, 심플렉틱 잎들은 한원소 공간들이다.

### 2차원 이하 푸아송 다양체
매끄러운 다양체 {\displaystyle M}의 차원이 2 이하라고 하자. 이 경우, {\displaystyle M} 위의 임의의 반대칭 (2,0)차 텐서는 푸아송 구조를 이룬다.
1차원 이하의 경우 반대칭 (2,0)차 텐서는 0 밖에 없으며, 이 경우 각 점이 0차원 심플렉틱 잎을 이룬다.
2차원 푸아송 다양체 {\displaystyle (M,\pi )}의 심플렉틱 잎들은 다음과 같다.
- 2차원 잎들은 {\displaystyle \{x\in M\colon \pi _{x}\neq 0\}}의 연결 성분이다. 이들은 2차원 심플렉틱 다양체를 이룬다.
- 0차원 잎들은 {\displaystyle \{x\in M\colon \pi _{x}=0\}}의 점들이다.

### 심플렉틱 다양체
심플렉틱 다양체 {\displaystyle (M,\omega )}가 주어졌을 때, 푸아송 괄호
{\displaystyle \{f,g\}=\omega ^{-1}(\mathrm {d} f,\mathrm {d} g)}
를 정의하면, 이는 푸아송 다양체를 이룬다.
이 경우, 심플렉틱 잎들은 {\displaystyle M}의 연결 성분들이다.

### 선형 푸아송 다양체
유클리드 공간 {\displaystyle V=\mathbb {R} ^{n}} 및 {\displaystyle V^{*}} 위의 임의의 반대칭 쌍선형 형식 {\displaystyle \pi (-,-)}을 고르자. 그렇다면, 모든 점 {\displaystyle x\in V}에서 {\displaystyle \mathrm {T} _{x}V=V}이므로, {\displaystyle (V,\pi )}는 푸아송 다양체를 이룬다.
실수 선형 변환 {\displaystyle \pi ^{\#}\colon V^{*}\to V}의 계수가 {\displaystyle 2r}라고 하자. 그렇다면, {\displaystyle V}의 적절한 기저
{\displaystyle (x_{1},\dotsc ,x_{n})\subseteq V}
및 그 쌍대 기저
{\displaystyle (x^{1},\dotsc ,x^{n})\subseteq V^{*}}
에 대하여,
{\displaystyle \pi \left(\sum _{i=1}^{n}a_{i}x^{i},\sum _{j=1}^{n}b_{j}x^{j}\right)=\sum _{i=1}^{r}(a_{2i-1}b_{2i}-a_{2i}b_{2i-1})}
가 되게 할 수 있다. 이 경우, {\displaystyle x_{2r+1},\dotsc ,x_{n}}에만 의존하는 임의의 함수는 카시미르 함수를 이룬다. 심플렉틱 잎들은 각
{\displaystyle c\in \operatorname {Span} \{x_{2r+1},\dotsc ,x_{n}\}}
에 대하여
{\displaystyle \mathbb {R} ^{2r}\times \{c\}}
의 꼴이다. 특히, 만약 {\displaystyle n=2r}일 경우 이는 심플렉틱 벡터 공간을 이룬다.

### 리 대수의 쌍대 공간
유한 차원 실수 리 대수 {\displaystyle ({\mathfrak {g}},[,])}의 쌍대 공간 {\displaystyle {\mathfrak {g}}^{*}} 위에 다음과 같은 푸아송 괄호를 정의하자. 임의의 {\displaystyle f,g\in {\mathcal {C}}^{\infty }({\mathfrak {g}}^{*};\mathbb {R} )} 및 {\displaystyle x\in {\mathfrak {g}}^{*}}에 대하여,
{\displaystyle \{f,g\}(x)=x([\mathrm {d} f(x),\mathrm {d} g(x)])}
여기서
{\displaystyle \mathrm {d} f(x),\mathrm {d} g(x)\in \mathrm {T} _{x}^{*}{\mathfrak {g}}^{*}\cong {\mathfrak {g}}}
이므로, 우변에 리 괄호를 사용할 수 있다. 이러한 푸아송 괄호를 리-푸아송 구조(영어: Lie–Poisson structure)라고 한다.
리 지수 사상에 따라 {\displaystyle {\mathfrak {g}}={\mathfrak {lie}}(G)}가 되는 단일 연결 리 군 {\displaystyle G}를 정의하자. 그렇다면, {\displaystyle {\mathfrak {g}}^{*}}는 물론 리 군 {\displaystyle G}의 표현을 이룬다. {\displaystyle {\mathfrak {g}}^{*}}의 심플렉틱 잎들은 {\displaystyle {\mathfrak {g}}^{*}} 속의, {\displaystyle G}에 대한 궤도에 해당한다. 이를 쌍대딸림표현 궤도(영어: coadjoint orbit)라고 한다.
예를 들어, {\displaystyle {\mathfrak {g}}={\mathfrak {o}}(3)}(3차원 직교군의 리 대수)라고 하자. 이는 3차원 벡터 공간이다. ({\displaystyle {\mathfrak {g}}}가 반단순 리 대수이므로, 킬링 형식 {\displaystyle B(-,-)}에 의하여 딸림표현과 그 쌍대 표현 사이에 표준적인 동형이 존재한다.) 이 위에서 SO(3)의 궤도는 다음과 같은 꼴이다.
{\displaystyle \mathbb {S} _{r}^{2}=\{v\in {\mathfrak {g}}\colon |B(v,v)|=r^{2}\}\qquad (r\in [0,\infty ))}
즉, 이는 음이 아닌 실수 반지름 {\displaystyle r}의 구이다. {\displaystyle r>0}일 때 이는 2차원의 심플렉틱 잎을 이루며, {\displaystyle r=0}일 때 이는 0차원의 심플렉틱 잎을 이룬다.

### 리 대수의 족
실수 {\displaystyle t\in \mathbb {R} }에 의존하는, 다음과 같은 실수 리 대수의 족을 생각하자.:550–551, §11.A
{\displaystyle {\mathfrak {g}}_{t}=\operatorname {Span} _{\mathbb {R} }\{x,y,z\}}
{\displaystyle [x,y]=tz}
{\displaystyle [y,z]=x}
{\displaystyle [z,x]=y}
만약 {\displaystyle t>0}일 때, 이는 {\displaystyle (x,y,z)}의 재정의를 통해 3차원 회전군의 리 대수 {\displaystyle {\mathfrak {o}}(3)}를 이룬다. 만약 {\displaystyle t<0}일 때, 이는 마찬가지로 3차원 로런츠 군의 리 대수 {\displaystyle {\mathfrak {o}}(1,2)={\mathfrak {sl}}(2;\mathbb {R} )}와 동형이다. {\displaystyle t=0}일 때, 이는 유클리드 평면의 등거리 변환군의 리 대수 {\displaystyle {\mathfrak {io}}(2)}와 같다.
이 족을 다음과 같이 푸아송 다양체로 여길 수 있다. 4차원 유클리드 공간
{\displaystyle \mathbb {R} ^{4}=\operatorname {Span} \{x,y,z,t\}}
위에 다음과 같은 푸아송 괄호를 주자.
{\displaystyle \{x,y\}=tz}
{\displaystyle \{y,z\}=x}
{\displaystyle \{z,x\}=y}
{\displaystyle \{t,x\}=\{t,y\}=\{t,z\}=0}
그렇다면, 이는 푸아송 구조를 이룬다.
이 위에는 다음과 같은 두 카시미르 함수가 존재한다.
{\displaystyle t}
{\displaystyle x^{2}+y^{2}+tz^{2}}
이 푸아송 다양체의 심플렉틱 잎들은 두 함수의 값의 원상으로 정의된다. 즉,
{\displaystyle M_{t,r}=\{(x,y,z,t)\in \mathbb {R} ^{4}\colon x^{2}+y^{2}+tz^{2}=r\}}
의 꼴이다. (다만 일부 경우 이는 연결 성분 또는 특이점으로 인해 추가로 분해될 수 있다.) 구체적으로 이들은 다음과 같다.
| 카시미르 함수의 값                           | 추가 조건           | 차원 | 설명                                                         | 미분 동형인 다양체                                         |
| -------------------------------------------- | ------------------- | ---- | ------------------------------------------------------------ | ---------------------------------------------------------- |
| {\displaystyle t\neq 0}, {\displaystyle r=0} | {\displaystyle z=0} | 0    | 한원소 공간 {\displaystyle \{(0,0,0,t)\}}                    | 한원소 공간 {\displaystyle \{\bullet \}}                   |
| {\displaystyle t=0}, {\displaystyle r=0}     |                     | 0    | 한원소 공간 {\displaystyle \{(0,0,z,0)\}}                    | 한원소 공간 {\displaystyle \{\bullet \}}                   |
| {\displaystyle t>0}, {\displaystyle r>0}     |                     | 2    | 타원면                                                       | 구 {\displaystyle \mathbb {S} ^{2}}                        |
| {\displaystyle t<0}, {\displaystyle r<0}     | {\displaystyle z>0} | 2    | 쌍곡면                                                       | 평면 {\displaystyle \mathbb {R} ^{2}}                      |
| {\displaystyle t<0}, {\displaystyle r<0}     | {\displaystyle z<0} | 2    | 쌍곡면                                                       | 평면 {\displaystyle \mathbb {R} ^{2}}                      |
| {\displaystyle t<0}, {\displaystyle r>0}     |                     | 2    | 쌍곡면                                                       | 원기둥 {\displaystyle \mathbb {S} ^{1}\times \mathbb {R} } |
| {\displaystyle t<0}, {\displaystyle r=0}     | {\displaystyle z>0} | 2    | (꼭짓점이 없는) 원뿔 (3차원 민코프스키 공간의 미래 빛원뿔)   | 원기둥 {\displaystyle \mathbb {S} ^{1}\times \mathbb {R} } |
| {\displaystyle t<0}, {\displaystyle r=0}     | {\displaystyle z<0} | 2    | (꼭짓점이 없는) 원뿔 (3차원 민코프스키 공간의 과거 빛원뿔)   | 원기둥 {\displaystyle \mathbb {S} ^{1}\times \mathbb {R} } |
| {\displaystyle t=0}, {\displaystyle r>0}     |                     | 2    | {\displaystyle z}축에 대한 반지름 {\displaystyle r}의 원기둥 | 원기둥 {\displaystyle \mathbb {S} ^{1}\times \mathbb {R} } |

### 국소 선형 모형
다음이 주어졌다고 하자.
- 심플렉틱 다양체 {\displaystyle (M,\omega )}
- 매끄러운 주다발 {\displaystyle G\hookrightarrow P\,{\overset {\pi }{\twoheadrightarrow }}\,M}
- {\displaystyle P}의 주접속 {\displaystyle \theta \in \Omega ^{1}(P;{\mathfrak {g}})}

그렇다면,
{\displaystyle {\tilde {\theta }}\in \Omega ^{1}(P\times {\mathfrak {g}}^{*})}
{\displaystyle {\tilde {\theta }}_{(p,\alpha )}=\langle \alpha ,\theta \rangle }
를 정의할 수 있다. 주접속의 정의에 따라, 이는 {\displaystyle G}의 {\displaystyle P\times {\mathfrak {g}}^{*}} 위의 오른쪽 군 작용에 대하여 불변이다. 따라서, 사영 사상
{\displaystyle (\pi ,0)\colon P\times {\mathfrak {g}}^{*}\twoheadrightarrow M}
에 대한 당김을 통하여
{\displaystyle {\tilde {\omega }}=(\pi ,0)^{*}\omega -\mathrm {d} {\tilde {\theta }}\in \Omega ^{2}(P\times {\mathfrak {g}}^{*})}
를 정의할 수 있다. 이는 {\displaystyle G}-불변인 닫힌 2차 미분 형식이며, 또한 {\displaystyle P\times \{0\}}의 어떤 {\displaystyle G}-불변 근방
{\displaystyle M\times \{0\}\subseteq U\subseteq M\times {\mathfrak {g}}^{*}}
{\displaystyle U\cdot G=U}
에서 비퇴화 이차 형식을 정의한다. 즉, 이는 {\displaystyle U} 위의 {\displaystyle G}-불변 심플렉틱 다양체 구조를 정의한다. 따라서, 몫공간 {\displaystyle U/G} 위에는 푸아송 다양체 구조 {\displaystyle {\tilde {\omega }}/G}가 존재한다. 이 구성은 주접속에 의존하지만, 서로 다른 주접속을 사용해도 서로 동형인 푸아송 구조들을 얻는다.:Remark 5.17 (그러나 이 동형은 일반적으로 표준적이지 않다.)
이 푸아송 다양체를 주다발 {\displaystyle P}의 국소 선형 모형(局所線型模型, 영어: local linear model)이라고 한다.:§5.8

## 역사
시메옹 드니 푸아송의 이름을 땄다. 이 개념은 물리학에서 비롯되었다. 고전 역학에서, 해밀턴 계를 정의하려면 사실 심플렉틱 다양체 대신 푸아송 다양체의 구조만으로 족하다. 즉, 어떤 해밀토니언 함수 {\displaystyle H\colon M\to \mathbb {R} }가 주어졌을 때, 벡터장 {\displaystyle \{H,-\}}은 다양체 {\displaystyle M} 위의 1차 상미분 방정식을 정의하며, 이는 고전 역학의 해밀턴 방정식(의 일반화)이다.